# Jan Buryán
Jan Buryán (* 17. února 1977 v Benátkách nad Jizerou) je český fotbalový obránce a záložník, který momentálně působí v roli jako asistent trenéra dorosteneckého týmu U19 FK Mladá Boleslav.
Skoro deset let působil v klubu FK Viktoria Žižkov a prvním zahraničním angažmá se pro něj stal přestup do klubu FC Artmedia Petržalka. Do Artmedie přestupoval jako volný hráč.

## Úspěchy
- vítěz českého poháru (2001)
- 2× třetí místo v Gambrinus lize